# Mira il tuo popolo bella signora
Mira il tuo popolo bella signora è un canto sacro popolare cattolico. Originariamente intitolato Sancta Virgo, è da alcuni attribuito Guido Maria Conforti (1905), da altri a Alfonso Maria de' Liguori, da altri ancora a un detenuto delle carceri di Pisa. Il pezzo, arrangiato anche per banda, viene eseguito durante le processioni religiose o per le festività Mariane.

## Testo
Mira il tuo popolo, o bella Signora,

che pien di giubilo oggi t'onora. 

Anch'io festevole corro a' tuoi piè;

o Santa Vergine, prega per me!
Il pietosissimo tuo dolce cuore

Egli è rifugio al peccatore.

tesori e grazie racchiude in sé;

o Santa Vergine, prega per me!
In questa misera valle infelice

tutti t'invocano soccorritrice. 

Questo bel titolo conviene a te;

o Santa Vergine, prega per me!
Del vasto oceano propizia stella 

ti vedo splendere sempre più bella. 

Al porto guidami per Tua mercé: 

o Santa Vergine, prega per me!
Pietosa mostrati con l'alma mia,

Madre dei miseri, Santa Maria. 

Madre più tenera di te non v'è;

o Santa Vergine, prega per me!
A me rivolgiti con dolce viso,

Regina amabile del paradiso;

te potentissima l'Eterno fè:

o Santa Vergine, prega per me!
Nel più terribile, estremo agone,

fammi tu vincere il rio dragone.

Propizio rendimi il sommo re:

o Santa Vergine, prega per me!